# Slåttjärnen (Trehörningsjö socken, Ångermanland)
Slåttjärnen är en sjö i Örnsköldsviks kommun i Ångermanland och ingår i Husåns huvudavrinningsområde.